# 突厥沙希王朝
突厥沙希王朝是一個665年至850年統治喀布里斯坦、迦畢試、訶達羅支與犍陀羅等地（今阿富汗）的西突厥或西突厥-嚈噠王朝 ，以喀布爾為都。六世紀中葉起突厥人自河中地區向東南方涅扎克匈人的領地擴張，占領巴克特里亞和興都庫什等地，產生了數個獨立政權，突厥沙希王朝便是其中之一，可能曾是鄰近的吐火羅葉護政權之附庸。七世紀中葉巴爾哈特勤建立了突厥沙希王朝，此時期阿拉伯帝國開始向東擴張，其子烏散特勤灑在位期間曾與其發生數次衝突。九世紀突厥沙希王朝被阿拔斯帝國擊敗，被迫改宗伊斯蘭教並向後者納貢，850年末代國王拉格圖爾曼被他的一名婆羅門官員廢黜，政權由印度沙希王朝取代。870年薩法爾王朝佔領了喀布爾。